# Анісімов Олександр Леонідович
Ані́сімов Олекса́ндр Леоні́дович (25 серпня 1961, м. Київ — 27 червня 2012, там само) — український історик, журналіст, києвознавець. Кавалер ордена преподобного Нестора Летописця УПЦ МП.
Найбільш відомі його книги — «Скорбное бесчувствие: На добрую память о Киеве, или грустные прогулки по Городу, которого нет…» и «Киев и киевляне».

## Життєпис
Народився 1961 року в Києві. Навчався у Київській середній школі № 21, яку закінчив 1978 року.
1988 року закінчив історичний факультет Київського державного педагогічного інституту імені О. М. Горького, а 1990 — Вищі журналістські курси при Леніградському державному університеті імені Жданова.
Певний час (з 1984 року по кінця 1980-х) був піонервожатим та вчителем історії у київській середній школі № 77. З 1991 року працював на журналістській ниві.
Був сценаристом низки документальних фільмів, зокрема, «Тіні забутих предків» (1992), трилогії «Відлуння», «Післямова», «Важкі дороги Чорнобиля» (1991—1994), «Білоруський синдром» (1995). Також він був автором і ведучим програми «Щотижня», спеціальним коресподентом УТН, журналістом телеканалу НТВ (Росія). Певний час обіймав посаду головного редактора УТ-3.
Друкував свої статті у газетах «Факты», «Кіевскій Телеграфъ», «Вечерние вести», «Дзеркало тижня», «Независимость», «Андреевский спуск», «Молодая гвардия», журналах «Вопросы истории», «Стиль & дом», «Air Ukraine», «Новое Русское слово» (США) тощо.
В останні роки був оглядачем газети «Кіевскій телеграфъ» та головним редактором газети "Православний світ".
Олександр Анісімов багато років проводив авторські екскурсії Києвом, а також екстремальні тури до Зони відчуження Чорнобильської АЕС. У 2008 році Олександр Анісімов, фотограф Антон Бородавка, журналіст та видавець Максим Павленко випустили фотоальбом "Ляльки Чорнобиля", а в 2009 році- фотоальбом "Обличчя Чорнобиля".
Помер 27 червня 2012 року після тривалої хвороби на 51 році життя. Похований 30 червня на Байковому кладовищі.

## Громадська діяльність
Олександр Анісімов був одним із захисників давнього Києва, його історичної та культурної спадщини.
Він був членом експертної ради Kiev Fashion Park.
Проводив трамвайні екскурсії Києвом та численні екскурсії до Чорнобиля.
|  | «Для мене Київ — це місто, де я народився, навчався, закохувався, знайшов справжніх друзів. Київ у порівнянні з Москвою і Пітером був неметушливим і навіть дещо провінційним, хоча входив до трійки головних міст тієї країни. Наразі ситуація змінюється. Ідуть з міста аборигени, приходять люди, багато з яких виховані на зовсім інших цінностях. Суцільний мат на вулицях підтверджує, що Київ переживає найтяжчу кризу. Але він вистоїть обов'язково. Я в це вірю.» Оригінальний текст (рос.) «Для меня Киев — это город, где я родился, учился, влюблялся, обрел настоящих друзей. Киев в сравнении с Москвой и Питером был несуетливым и даже несколько провинциальным, хотя входил в тройку главных городов той страны. Сейчас ситуация меняется. Уходят из города аборигены, приходят люди, многие из которых воспитаны на совсем иных ценностях. Сплошной мат на улицах подтверждает, что Киев переживает тяжелейший кризис. Но он выстоит обязательно. Я в это верю.» |

## Творчий доробок
- Анисимов А. Скорбное бесчувствие. На добрую память о Киеве, или грустные прогулки по Городу, которого нет. — К. : «Tabachuk Ltd», 1992. — 264 с.
- Анисимов А. Киев и Киевляне. в 2-х томах. — К.: 2000, 2003. — 400 с.
- Куренівський Апокаліпсис — К., 2000 — 92 с.
- Андронов О., Анисимов А. Великий Контрактовий шлях (2003)
- Анисимов А. Геростратов замысел. — К., 2006. — 254 с.
- Анисимов А. Мой Киев. Портрет в интерьере вечности. — К., 2007. — 320 с.
- Анисимов А. Киевский потоп. — К.: Факт. — 2008.
- Анисимов А., Павленко М. Куклы Чернобыля (2008)
- Анисимов А., Жарий О. Киевские достопримечательности конца XIX — начала XX вв.: фотоальбом. — К. : SkyHorse, 2011. — 112 с. — ISBN 978-966-25-3601-0[13]
- Александр Анисимов. Привѣтъ изъ Кіева. — К.: SkyHorse, 2011. — 352 с. — ISBN 978-966-25-3602-7[14][15]
- Анисимов А. Скорбное бесчувствие. На добрую память о Киеве, или грустные прогулки по Городу, которого нет…  — Вид. 2-ге, перероб., доп. — К.: SkyHorse, 2011. — 232 с.
- Анисимов А. Киев. Это было недавно… / Комент. А. Анисимова. — К.: Скай Хорс, 2011. — 320 с.
- Необычный Киев. Путеводитель. 250 интересных мест — К.: SkyHorse, 2016. — 176 с. (колективна праця 5 авторів; вступ та 6 статей належать авторству Олександра Анісімова)
- Необычный Киев. Путеводитель. 850 интересных мест — Вид. 2-ге, доп. К.: SkyHorse, 2017. — 512 с. (колективна праця 8 авторів; вступ та 8 статей належать авторству Олександра Анісімова)

## Нагороди
- Орден преподобного Нестора Летописця УПЦ МП
- Орден «За Дружбу» (Російська Федерація)
- Медаль Всесвітньої асоціації російськомовної преси